# خوسيه كناليخاس

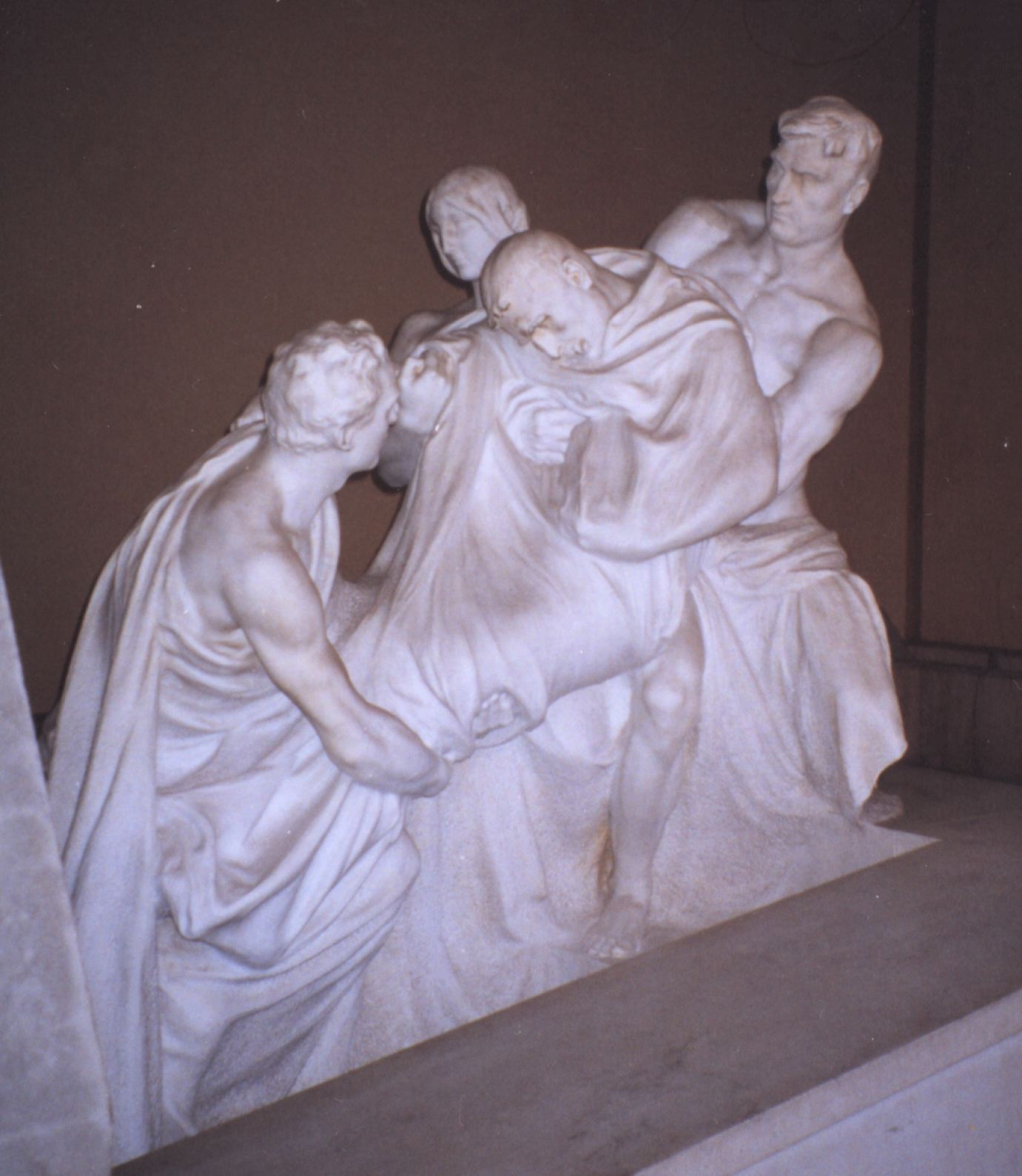
تمثال لخوسيه كناليخاس في متحف المشاهير بمدريد

خوسيه كناليخاس ((بالإسبانية: José Canalejas)‏; (31 يوليو 1854 – 12 توفمبر 1912) سياسي إسباني ولد في فيرول، وأصبح رئيس وزراء إسبانيا ال29 في الفترة الدستورية لعهد ألفونسو الثالث عشر.

## بداية حياته
تخرج كاناليخاس سنة 1871 من جامعة مدريد، وحصل على درجة الدكتوراه في غاليسيا سنة 1872 وأصبح محاضرًا في الأدب عام 1873. ثم درس بعد ذلك مشاكل السكك الحديدية، لكنه استمر في عمله الأدبي حيث نشر تاريخًا من الأدب اللاتيني في مجلدين.

## الحياة السياسية
انتخب كاناليخاس نائبا عن سوريا سنة 1881. وبعدها بعامين عين سكرتيراً لمكتب رئيس الوزراء بوسادا هيريرا. ثم أصبح وزيرًا للعدل في 1888 والمالية من 1894 إلى عام 1895. استلم لشهرين وزارة الزراعة والصناعة والتجارة من مارس إلى مايو 1902، ثم استقال حيث اعتبر وزارة ساغستا ضعيفة و "غير قادرة على المحافظة على سيادة الدولة أمام تعديات الفاتيكان".
شغل منصب رئيس مجلس النواب من 1906 إلى 1907.

### وزارة كناليخاس
بعد أحداث «الأسبوع المأساوي» والمواجهات الدامية في برشلونة سنة 1909، استقال أنطونيو مورا وعين سيجسموندو موريت رئيسا للوزراء مرة أخرى. ثم اضطر موريت إلى الاستقالة في فبراير 1910 عندما استبدل بكناليخاس الذي أصبح رئيسًا للوزراء ورئيسًا للحزب الليبرالي. ورفض موريت حكومة خوسيه كاناليخاس ووصفها بأنها «علم ديمقراطي يستخدم لتغطية البضائع الرجعية».
أجرى كناليخاس أثناء وجوده في المنصب (وبدعم من صاحب الجلالة الملك ألفونسو الثالث عشر) العديد من الإصلاحات الانتخابية التي تهدف إلى كسب دعم الطبقة العاملة لسياسة المحافظين المعتدلة. ولتفكيك شبكات الزعماء المحليين القوية جدا في ذلك الوقت، وخاصة في مناطق الريف؛ وللحد من تجاوزات المؤسسة الكهنوتية الكاثوليكية دون تهديد الكنيسة الكاثوليكية ذاتها؛ وتحويل اسبانيا إلى ديمقراطية حقيقية. لقد واجهت هذه السياسات الناجحة اضطرابات اجتماعية كان المتطرفون يخلقونها داخل أسبانيا (مثل التي جرت في 1909 إلى اضطراب قصير ولكن دموي في برشلونة).
كانت نهاية كناليخاس مأساوية. ففي يوم 12 نوفمبر 1912 وبينما كان ينظر إلى السلع المعروضة في متجر لبيع الكتب في وسط مدريد بحثا عن الجديد في الأدب عاجله الفوضوي مانويل باردينياس بالرصاص فقتله.

## الإرث
كان كاناليجاس يؤمن بإمكانية وجود نظام ملكي مفتوح أمام سياسة ديمقراطية شاملة لكل الأمور الاقتصادية والمدنية والسياسية. وجادل المؤرخ الليبرالي سلفادور دي مادارياغا بأن الكوارث التي عانت منها إسبانيا خلال الثلاثينات من القرن العشرين يمكن أن سببها هو مقتل كاناليخاس، وذلك بأن جريمة القتل تلك حرمت الملك ألفونسو من أحد رجال الدولة القلائل المخلصين.

## روابط خارجية
- خوسيه كناليخاس على موقع الموسوعة البريطانية (الإنجليزية)